# Ніко Шлоттербек
Ніко Шлоттербек (нім. Nico Schlotterbeck, нар. 1 грудня 1999, Вайблінген) — німецький футболіст, захисник дортмундської «Боруссії».

## Клубна кар'єра
Вихованець клубів «Вайнштадт», «Штутгартер Кікерс», «Аален», «Карлсруе» і "Фрайбург . У 2018 році для отримання ігрової практики Ніко почав виступати за дублюючий склад останнього.
9 березня 2019 року в матчі проти берлінської «Герти» (2:1) він дебютував за першу команду в Бундеслізі.
У сезоні 2020/21 Шлоттербек на правах оренди виступав за «Уніон» (Берлін), зігравши у 16 матчах Бундесліги.

## Кар'єра в збірній
Виступав за юнацькі збірні Німеччини різних вікових категорій. Згодом з молодіжною збірною Німеччини поїхав на молодіжний чемпіонат Європи 2021 року в Угорщині та Словенії, де зіграв у всіх шести іграх і здобув з командою золоті нагороди після перемоги у фіналі з рахунком 1:0 над Португалією та був включений до символічної збірної змагання..

## Досягнення
- Чемпіон Європи (U-21): 2021